# Залем (Баден)
Залем (нем. Salem) — община в Германии, в земле Баден-Вюртемберг.
Подчиняется административному округу Тюбинген. Входит в состав района Боденское озеро. Население составляет 11 164 человека (на 31 декабря 2010 года). Занимает площадь 62,70 км².

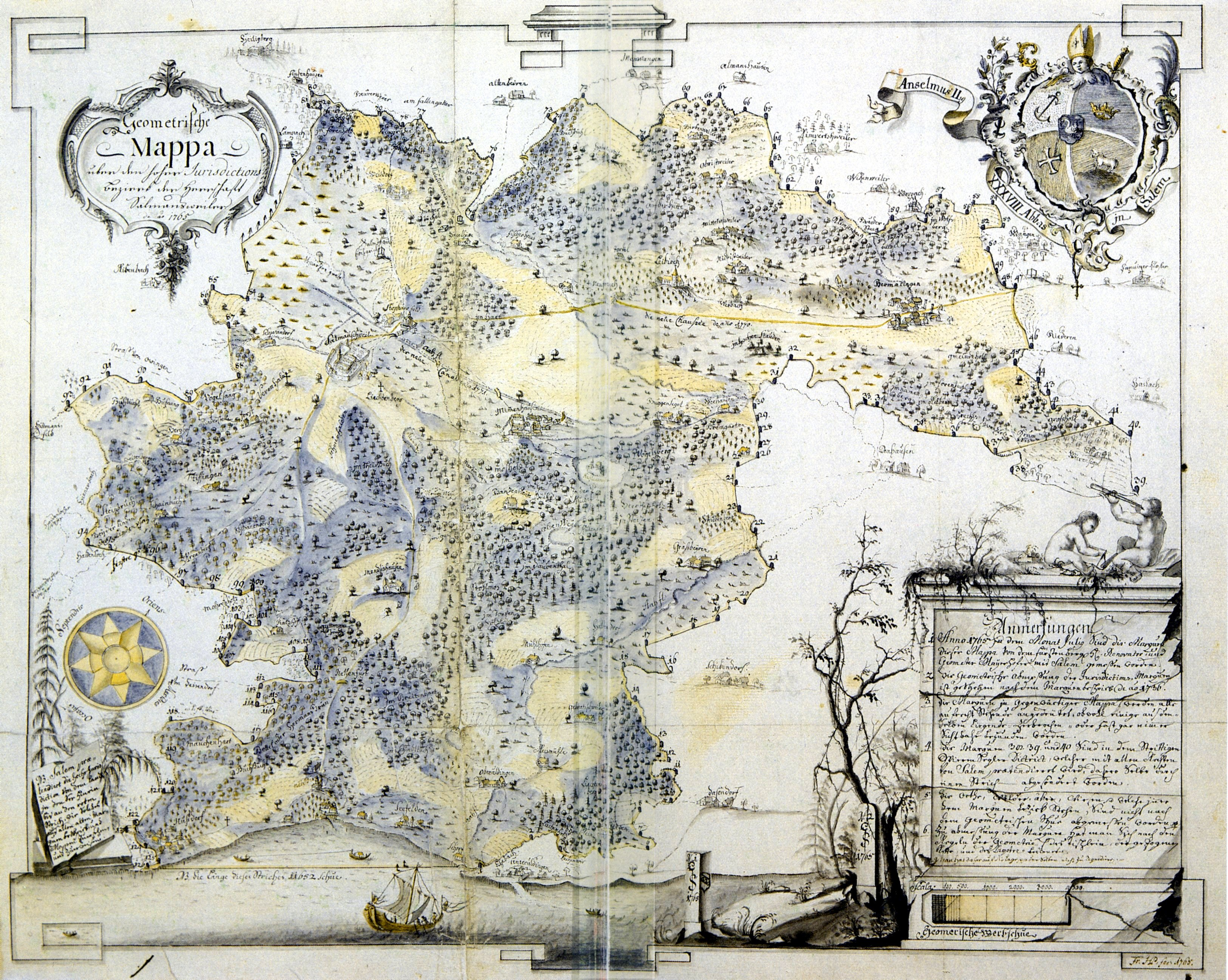
Залем (1765)
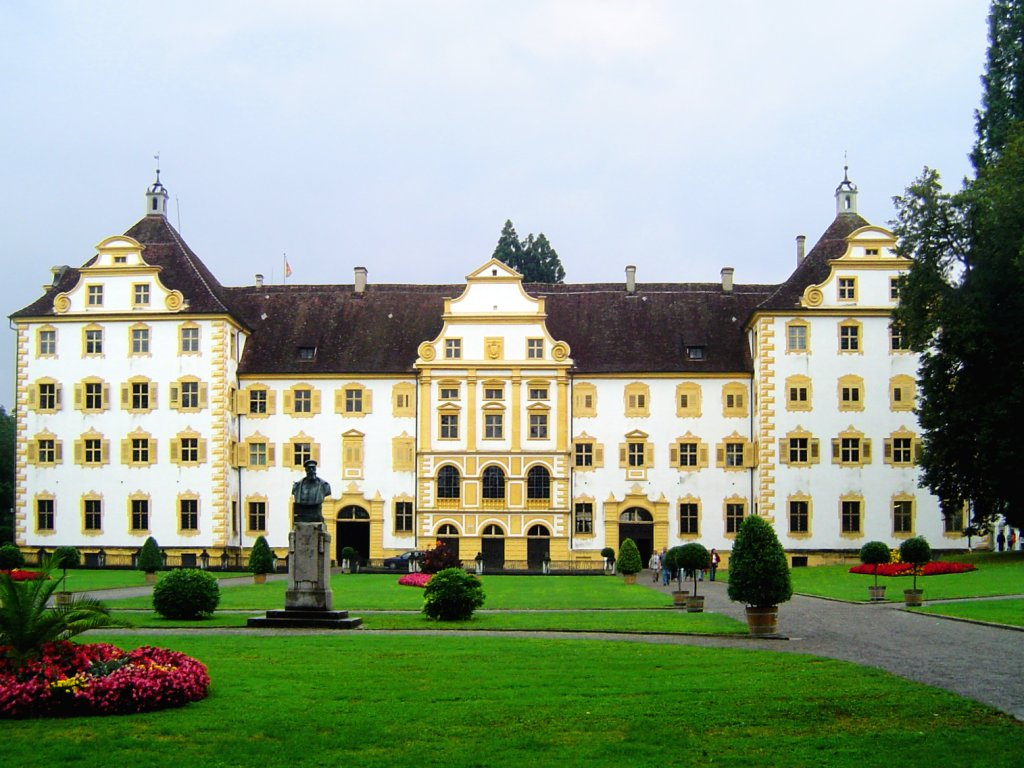
Залемское аббатство